# Natinópolis

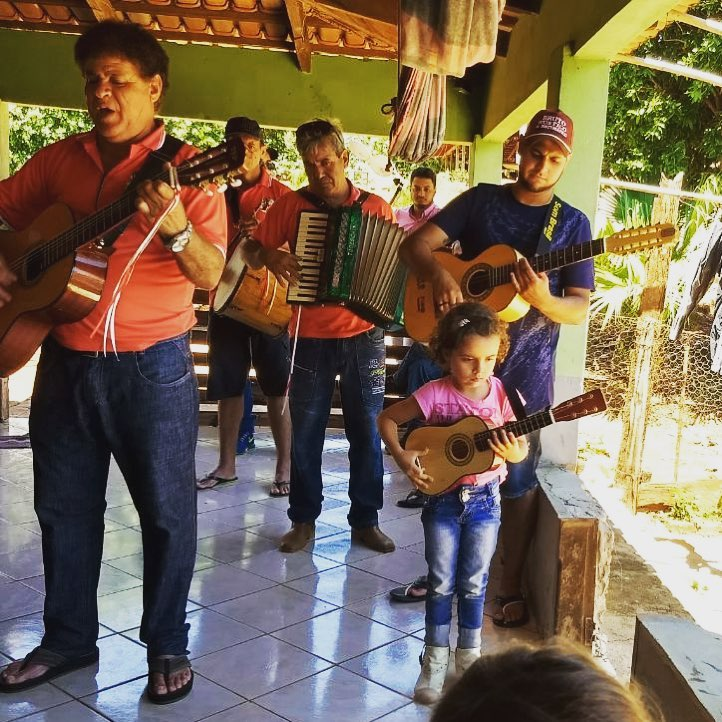
Folia de São Sebastião em Natinópolis GO

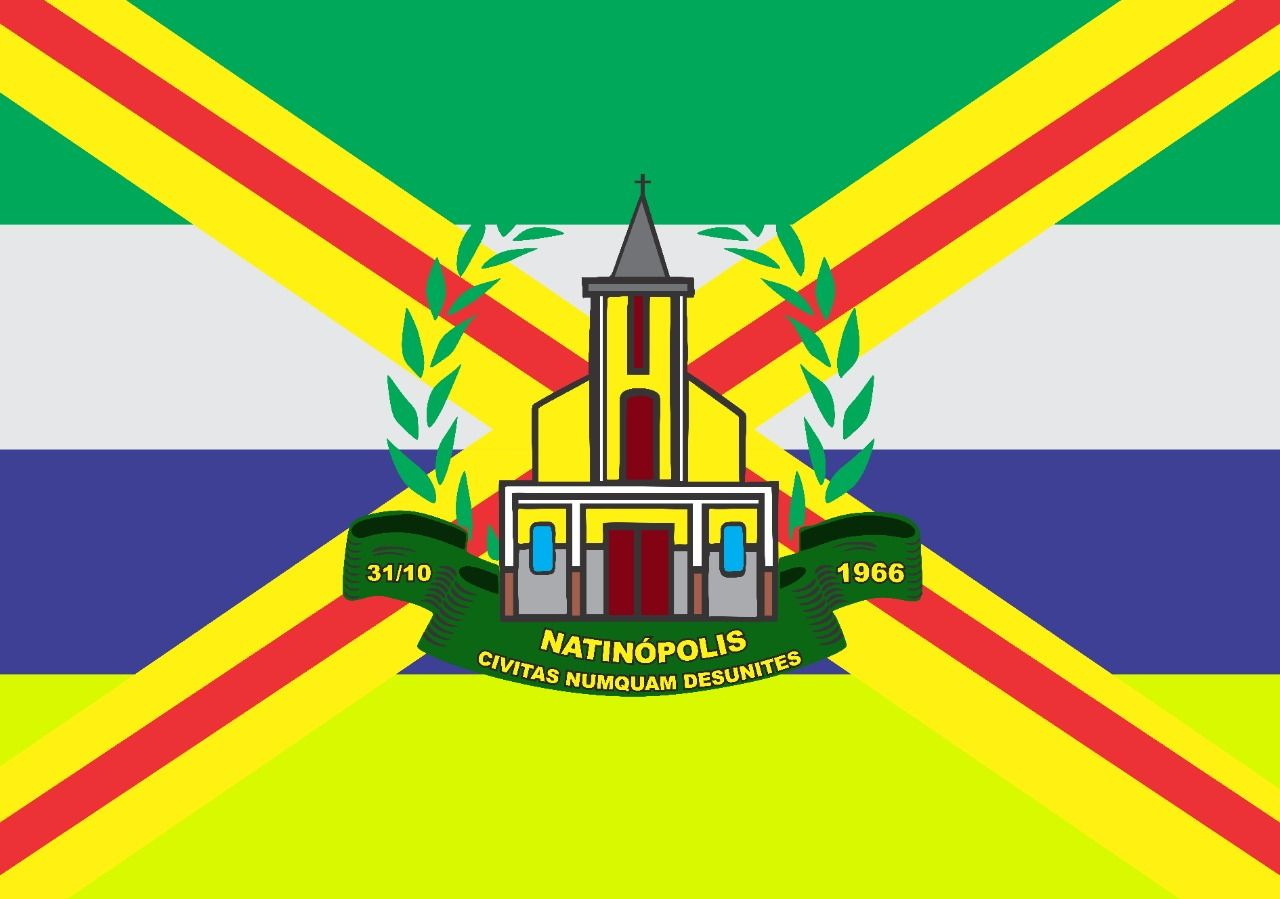
O pavilhão apresenta características e cores das bandeiras de Goianésia e Santa Isabel, municípios limítrofes, e exibe ao centro a fachada da majestosa capela de São João Batista.

Natinópolis é um distrito do interior do estado de Goiás, criado em 31 de outubro de 1966 e anexado ao município de Goianésia pela lei municipal nº 195. Possui cerca de 2.000 habitantes. Um encantador vilarejo situado em meio a uma natureza exuberante, destaca-se por seu ambiente tranquilo e acolhedor. Com paisagens deslumbrantes que se estendem por todo o horizonte, é um refúgio para aqueles que buscam sossego e contemplação.
No coração do vilarejo, ergue-se majestosa a igreja dedicada a São João Batista, testemunha silenciosa das histórias que moldaram a comunidade ao longo dos anos. As festividades religiosas são marcadas pela folia de São Sebastião em janeiro, onde a alegria e a devoção se entrelaçam em celebrações vibrantes, enchendo as ruas e zona rural, com música, dança e fé.
No calor do mês de julho, Natinópolis presta sua homenagem especial à memória de Dona Conceição, a criadora da Festa a São Pedro, festa popularmente conhecida como “Festa da Conceição”. um evento que une gerações, celebrando tradições e resgatando a história que se entrelaça com o vilarejo.
Além das festas marcantes, Natinópolis é uma cidade que respira lendas e causos, transmitidos de boca em boca pelas gerações. Essas histórias misteriosas e encantadoras contribuem para a riqueza cultural do local, envolvendo os habitantes em um tecido de mitos que se misturam à paisagem natural.
Assim, Natinópolis não é apenas um ponto no mapa, mas um cenário vivo de tradições, fé e histórias que ecoam nas brisas suaves que acariciam suas colinas. Este vilarejo, com sua atmosfera única, é um convite para aqueles que buscam uma experiência autêntica, imersa na beleza natural e na riqueza cultural que o tornam verdadeiramente singular.

## Localização
O distrito está localizado nas proximidades do Rio dos Peixes na divisa com o município de Santa Isabel. O núcleo urbano de Natinópolis está a cerca de 37 km da cidade de Goianésia, 196 km de Goiânia e 277 km de Brasília.